# Guillermo Gómez Gil
Guillermo Gómez Gil (Málaga, 1862-Cádiz, 6 de enero de 1942) fue un pintor perteneciente al costumbrismo español, especializado en marinas. 

## Biografía

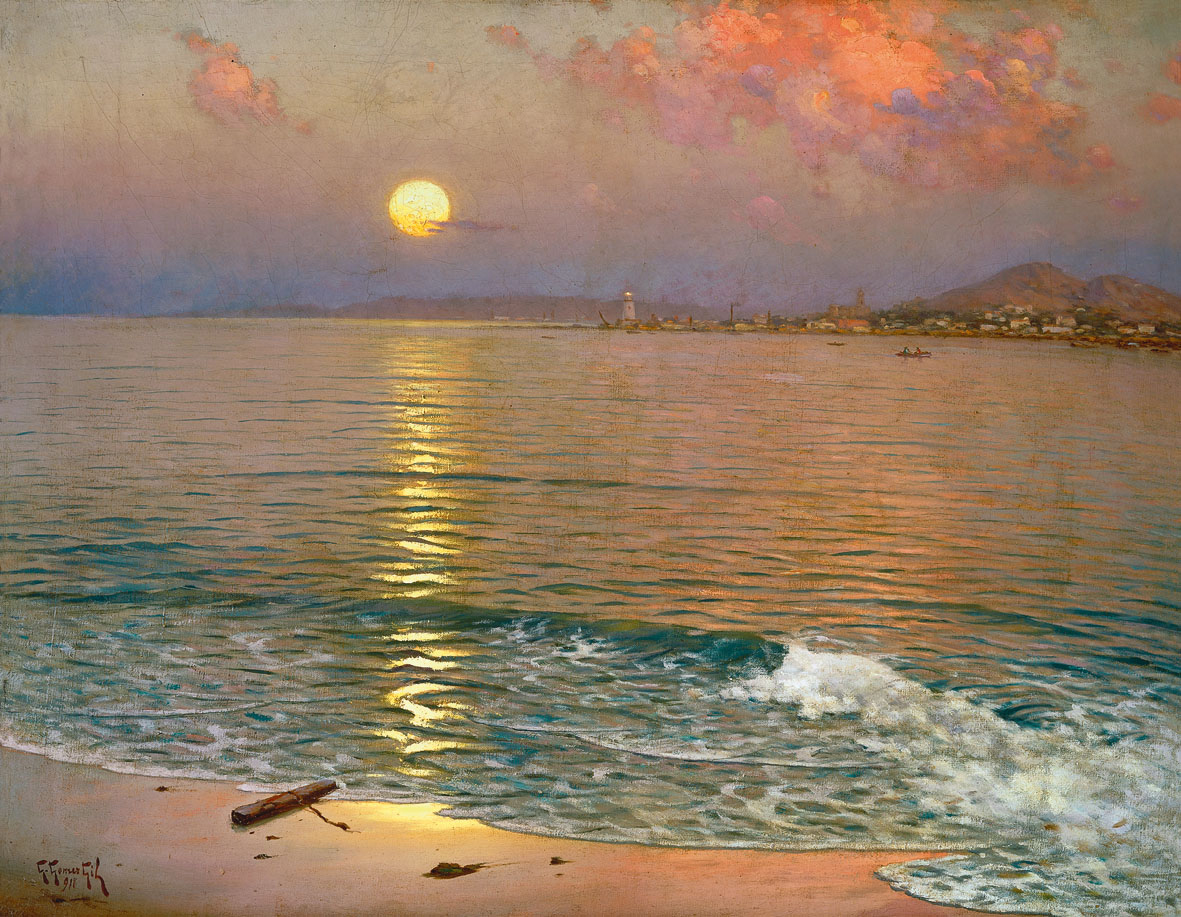
Atardecer sobre la costa de Málaga, 1918.

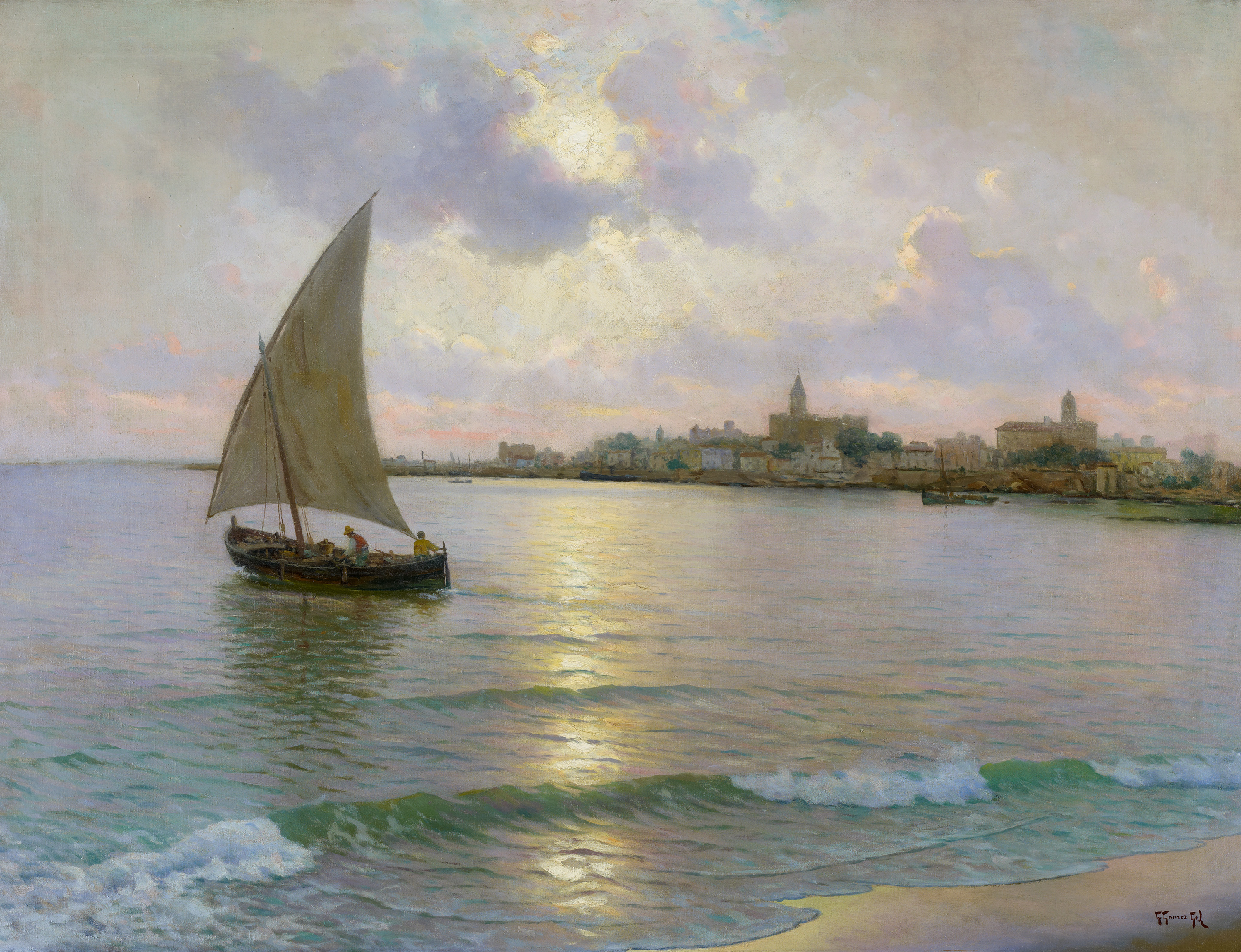
Marina, 1930.

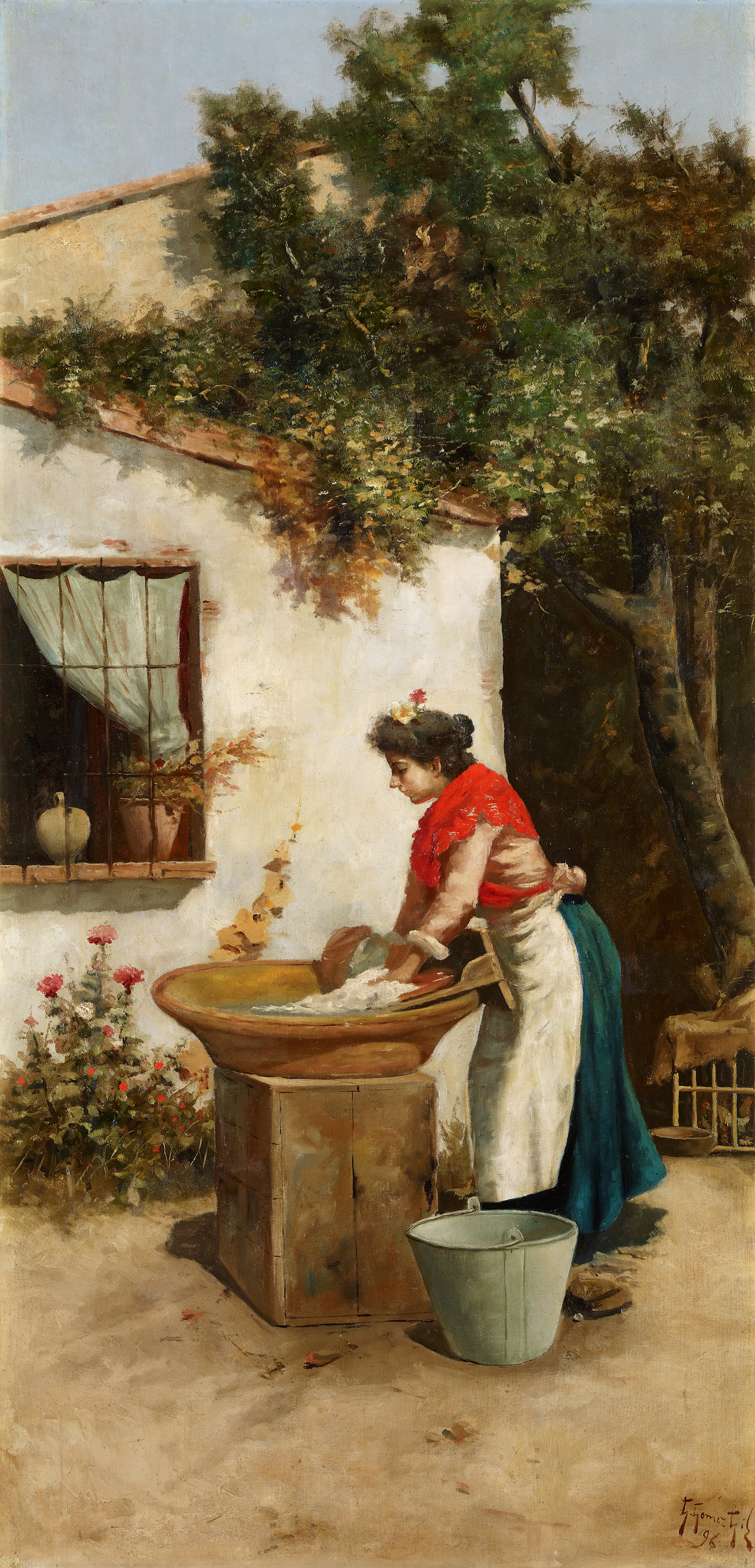
Lavandera, 1896.

Nació en Málaga en 1862 y se formó en esta ciudad, decantándose por el arte, siendo su maestro Emilio Ocón y Rivas, catedrático de Bellas Artes que creó escuela en Málaga y dejó varios discípulos. Sus estudios los realizó en la Real Academia de Bellas Artes de San Telmo. 
Llegó a participar en el Premio Barroso, premio gestionado por el Ayuntamiento de Málaga, que tenía como finalidad la motivación de los alumnos de dicha escuela. En 1881 vuelve a participar en este premio, aunque en ninguna de las participaciones logró salir premiado. 
En 1880 participa en una muestra colectiva organizada por el ayuntamiento malacitano con el nombre de «Exposición Artística, Industrial y Agrícola», en la que participó llevando Puesta de sol y Marina. Se especializó en paisajes y marinas, por las que se hizo célebre y famoso. Participó en varias Exposiciones Nacionales, obteniendo algún galardón en las de 1892, 1897, 1899, 1901, 1904, 1906, 1908, 1915 y 1917, obteniendo la mayoría de las veces el reconocimiento de una medalla de tercera clase . 
Desde 1881, que reside en Málaga, hasta 1892, en que aparece como participante en la Exposición Nacional de Bellas Artes en Madrid de ese año, existe una laguna de treinta años en la que se desconoce su actividad, por lo que hay muy pocos datos sobre él. Fue profesor en la Escuela de Artes y Oficios de Sevilla, ciudad en la que vivió muchos años, hasta su jubilación en 1932, alternando Sevilla con la ciudad de Cádiz, donde fallece el 6 de enero de 1942.

## Obra
Pintor de depurada técnica y gran sensibilidad, dejó para la posteridad numerosas marinas que son modelos en el género, destacando especialmente en la representación del reflejo del Sol y la Luna sobre la superficie del agua. La predilección por esa temática puede verse en obras como Vista del puerto de Málaga 1896, Puerto 1899, Marina 1900-1910, Marina 1920-1930, Amanecer 1920, Claro de luna 1910-1920, Atardecer sobre la costa de Málaga 1918, Marina 1895-1910 o Paisaje costero 1920, todas ellas forman parte de la colección permanente del Museo Carmen Thyssen Málaga.
Su obra se puede contemplar en el Museo del Patrimonio Municipal de Málaga (MUPAM), en el Museo de Bellas Artes de Sevilla y sobre todo en el Museo Carmen Thyssen Málaga, donde se pueden encontrar obras como Paseo por el parque de 1896 donde el pintor da protagonismo a la figura femenina, Galanteo en el campo de 1896, en la que retrata a una pareja, escena galante en la que el joven pretende los amores de la dama o Lavandera de 1896, de temática costumbrista.

## Galería

Obras de Guillermo Gómez Gil
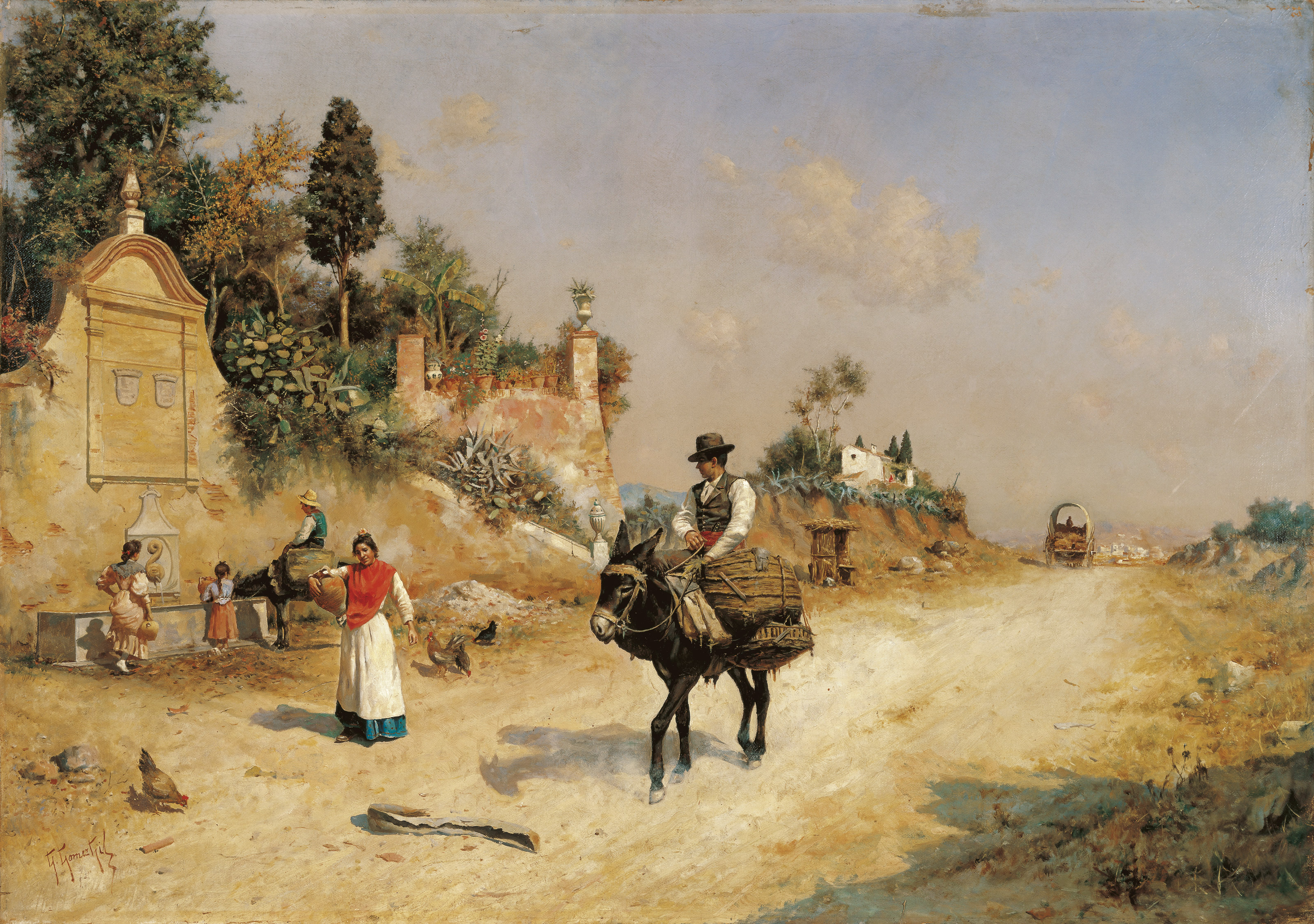
La fuente de Reding, c. 1885. Museo Carmen Thyssen Málaga.
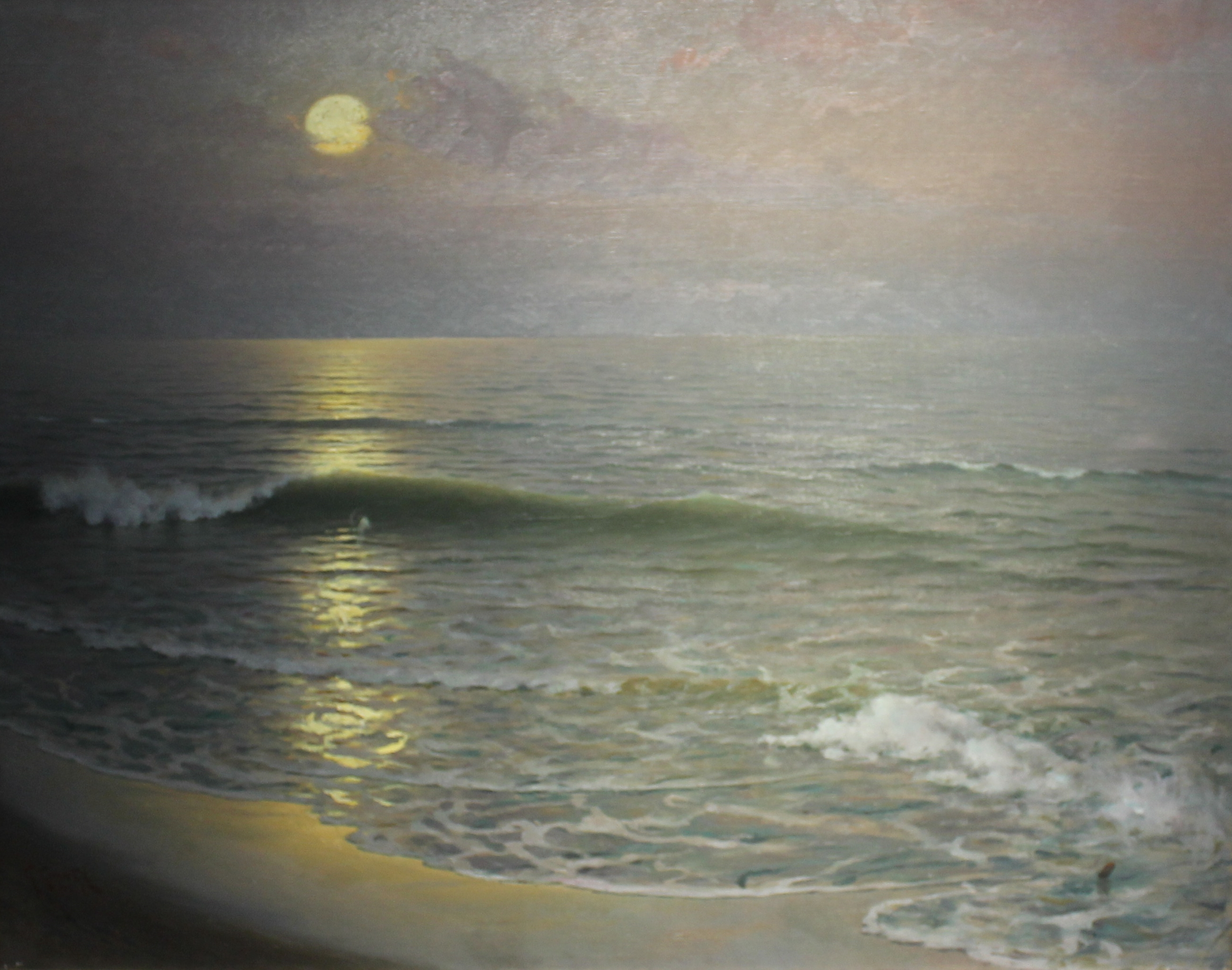
Amanecer, 1906. Museo de Bellas Artes de Pau.